# Iridometra malagasiensis
Iridometra malagasiensis is een haarster uit de familie Antedonidae.
De wetenschappelijke naam van de soort werd in 1981 gepubliceerd door Marshall & Rowe.